# Soranus
Soranus, conosciuto come Sur o Śur ("il Nero"?) oppure come Suri o Śuri ("del luogo nero"? = gli Inferi) in lingua etrusca, fu un'antica divinità italica, venerata da varie popolazioni dell'Italia centrale, (Latini, Falisci, Etruschi, Sanniti) e presente anche nella religione romana.

## Culto
Il centro del suo culto era il Monte Soratte, monte sacro collocato a nord di Roma che si distingue per il fatto di ergersi isolato nel mezzo della campagna, in una zona caratterizzata da profonde cavità carsiche e da fenomeni di vulcanismo secondario; tali fenomeni erano particolarmente associati nell'antichità a divinità infere come Dis Pater, col quale spesso Soranus viene confuso. Altro centro dedicato a questa divinità era l'antica Surina, che secondo gli studiosi coinciderebbe con l'odierna Viterbo.
I sacerdoti di Soranus erano chiamati Hirpi Sorani ("Lupi di Soranus", dalle lingue osco-umbre hirpus = "lupo"). Essi nel corso delle cerimonie, camminavano sui carboni ardenti, reggendo le interiora delle capre sacrificate. I Luperci nella religione romana hanno probabilmente avuto una derivazione da questi sacerdoti.
Come detto, Soranus venne identificato e confuso con Dite, il dio romano del mondo sotterraneo, o con Apollo in questo caso però un sole nero, cioè un dio solare ctonio e infero, più che celeste, difatti presumibilmente definito dagli Etruschi con il sinonimo di Tinia Calusna (Giove infero); la sua paredra era la dea Cavatha per gli Etruschi e Feronia per i Falisci, il cui santuario maggiore (Lucus Feroniae) era collocato nei pressi del Monte Soratte.